# Paranthura algicola
Paranthura algicola is een pissebed uit de familie Paranthuridae. De wetenschappelijke naam van de soort is voor het eerst geldig gepubliceerd in 1978 door Nunomura.